# Lugossy Zsuzsa
Lugossy Zsuzsa (1942. augusztus –) magyar televízióbemondó, szerkesztő, tanár.

## Élete
Édesapja, Lugossy Jenő (1915-?) 1961. október 20-tól 1971 februárjáig művelődésügyi miniszterhelyettes volt. A Fáy Gimnáziumban érettségizett, majd 1961-től 1962-ig a Színház- és Filmművészeti Főiskolára járt. 1966-tól 1971-ig az ELTE Magyar Irodalom Szakán tanult. Vonzotta a színészi pálya, dolgozott segédszínészként a Petőfi Színházban, majd Ruttkai Ottó invitálására a Miskolci Nemzeti Színházhoz szerződött. A Magyar Televízióban 1961-től 1972-ig dolgozott, együtt szerepeltek a képernyőn Tamási Eszterrel, Takács Marikával, Varga Józseffel. A televíziós évek után a Műszaki Egyetem tanára volt, külföldi diákoknak tanított magyar nyelvet nyugdíjazásáig.
Négy évig (1963-1967) Bessenyei Ferenc felesége volt.
A Színházi adattárban regisztrált bemutatóinak száma: 5.

## Hang és kép
- Bessenyei Ferenccel
- Rodolfo és a bemondók